# Lahnbahnhof
Lahnbahnhof is een plaats in de Duitse gemeente Leun, deelstaat Hessen.